# Oberlerbach
Oberlerbach ist ein Ortsteil im Stadtteil Sand von Bergisch Gladbach.

## Geschichte
Der alte Siedlungsname Oberlerbach ist erstmals für das 17. Jahrhundert belegt. Im Urkataster findet sich die Schreibweise Ober Lerbach. Die Hofstelle befand sich im Besitz des Rittersitzes Lerbach und wurde als Pachthof an einen Halfen vergeben. Der Hof hatte laut Hebbuch des Bergischen Botenamts Gladbach einen Grundbesitz von 147 Morgen Land.
Die Topographia Ducatus Montani des Erich Philipp Ploennies, Blatt Amt Porz, belegt, dass der Wohnplatz 1715 als gemeiner Hof kategorisiert wurde und mit Lierbach bezeichnet wurde.
Carl Friedrich von Wiebeking benennt die Hofschaft auf seiner Charte des Herzogthums Berg 1789 als Lehrbach. Aus ihr geht hervor, dass Oberlerbach zu dieser Zeit Teil der Honschaft Herkenrath im gleichnamigen Kirchspiel war.
Im Jahr 1804 wurde hier die Oberlerbacher Mühle errichtet. Unter der französischen Verwaltung zwischen 1806 und 1813 wurde das Amt Porz aufgelöst und Oberlerbach wurde politisch der Mairie Bensberg im Kanton Bensberg zugeordnet. 1816 wandelten die Preußen die Mairie zur Bürgermeisterei Bensberg im Kreis Mülheim am Rhein.
Im Zuge des Ausbaus der Straßen von Bergisch Gladbach nach Spitze bzw. Bensberg nach Spitze kam es 1859 zu einem Gebietsaustausch zwischen den beiden Bürgermeistereien, wodurch auch Oberlerbach zur Bürgermeisterei Bergisch Gladbach kam.
Der Ort ist auf der Topographischen Aufnahme der Rheinlande von 1824 als Ober Lehrbach mit Mühle und auf der Preußischen Uraufnahme von 1840 als Ober Lehrbach verzeichnet. Ab der Preußischen Neuaufnahme von 1892 ist er auf Messtischblättern regelmäßig als Oberleerbach und ab 1969 als Oberlerbach verzeichnet.
| Jahr | Einwohner | Wohn- gebäude | Kategorie          | Politische / kirchliche Zugehörigkeit                                               |
| ---- | --------- | ------------- | ------------------ | ----------------------------------------------------------------------------------- |
| 1822 | 14        |               | Mühle              | Bürgermeisterei Bensberg, Kirchspiel Herkenrath, gen. Leerbach                      |
| 1830 | 16        |               | Mühle              | Bürgermeisterei Bensberg, Pfarrgemeinde Herkenrath, gen. Leerbach                   |
| 1845 | 10        | 1             | Mühle und Bauergut | Bürgermeisterei Bensberg, Pfarre Herkenrath, gen. Ober-Leerbach                     |
| 1871 | 11        | 1             | Einzelhaus         | Bürgermeisterei Bergisch Gladbach, gen. Oberleerbach                                |
| 1885 | 22        | 3             | Wohnplatz          | Bürgermeisterei Bergisch Gladbach, Kirchspiel Herkenrath, gen. Ober Leerbach        |
| 1895 | 25        | 3             | Wohnplatz          | Bürgermeisterei Bergisch Gladbach, Kirchspiel Herkenrath, gen. Ober Leerbach        |
| 1905 | 33        | 3             | Wohnplatz          | Bürgermeisterei Bergisch Gladbach, katholische Pfarre Herkenrath, gen. Oberleerbach |